# Villa romana di Ammaia
Le rovine romane di Ammaia si trovano in Portogallo all'interno del Parco Naturale della Serra de São Mamede, una distesa montuosa ricoperta di foreste nel territorio del comune di Marvão, lungo il confine con la Spagna.

## Storia
La città romana di Ammaia, fondata nel I secolo, probabilmente durante il regno di Claudio, ha una storia ricca e complessa. Ricerche archeologiche recenti indicano un'occupazione intensa già ai tempi di Augusto (a cavallo tra il I secolo a.C. e il I secolo d.C. 
Situata nella Lusitania romana, Ammaia ottenne lo status di civitas tra il 44 e il 45 d.C. Non è chiaro, però, se divenne un municipium sotto Nerone, Lucio Vero o Vespasiano. La città prosperò grazie alle risorse naturali locali e alla sua rete stradale, collegata a Mérida (Emerita Augusta), il capoluogo provinciale.
Durante il IV secolo, Ammaia subì una ristrutturazione e riorganizzazione significative. Tuttavia, tra il V e il IX secolo, la città entrò in declino e si spopolò gradualmente. Con il dominio arabo sulla penisola iberica, fu abbandonata a favore di Marvão, un vicino insediamento fortificato. Nel IX secolo, Ibn Marwan, un influente muladi, si proclamò signore di Ammaia e delle sue rovine.
Nel XVI secolo, materiali da costruzione delle rovine di Ammaia furono utilizzati per edifici religiosi a Portalegre e dintorni. Nel 1619, Diogo Pereira de Sotto Maior segnalò che il ponte di Portagem era ancora visibile.
Nel 1710, una porta del sito fu demolita per costruire Castelo de Vide, e in seguito distrutta. Nel 1852, lo spagnolo D. José de Viu menzionò la vendita di 20 statue da Ammaia all'Inghilterra.
L'identificazione storico-archeologica del sito con la città romana di Ammaia risale alla metà degli anni Trenta (1935). Fu José Leite de Vasconcelos a dimostrare per primo che il sito romano era la città di Ammaia, e non Medóbriga, come assunto da André de Resende.

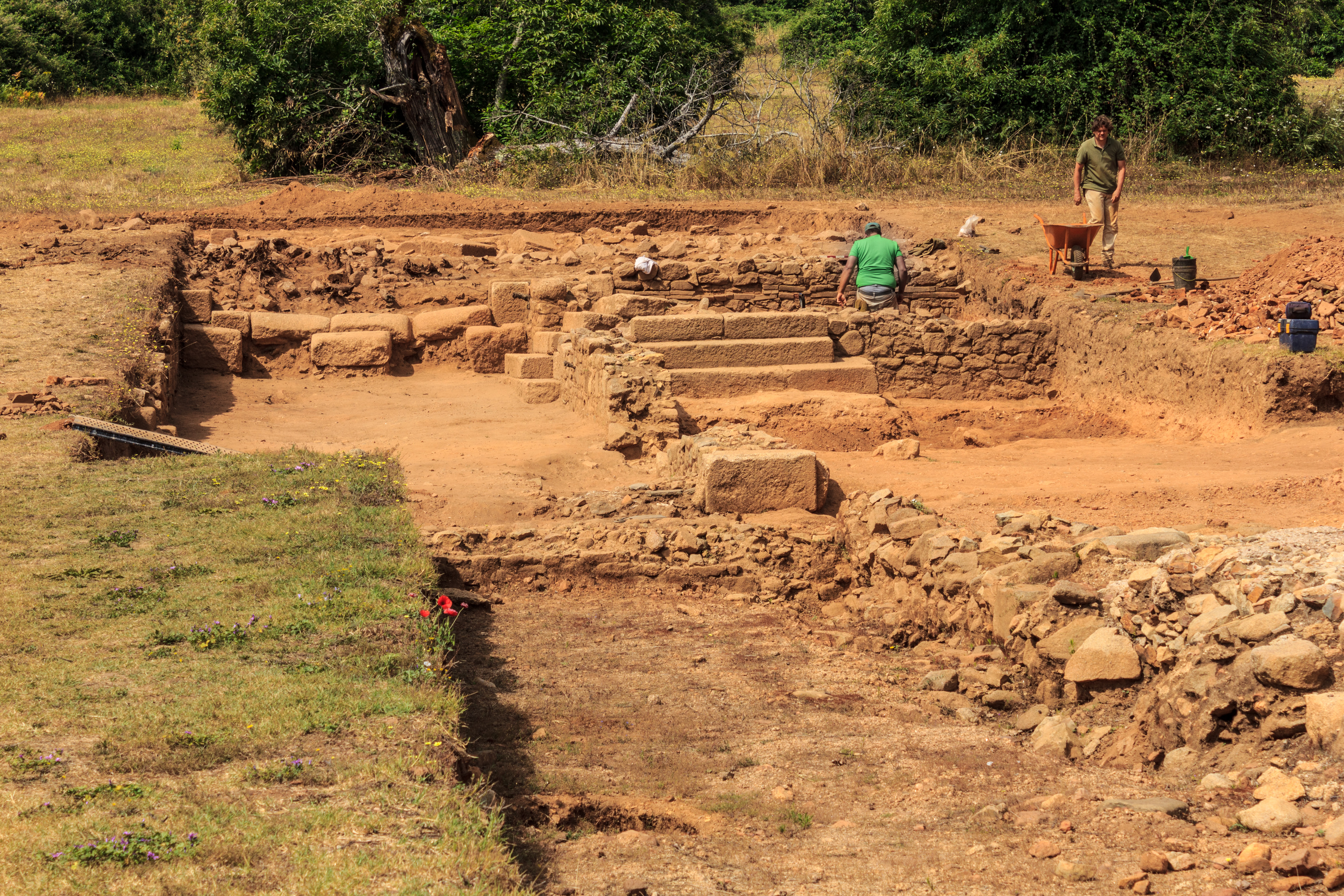
Resti del foro romano

Il 26 aprile 1982 il vecchio ponte di Ammaia crollò definitivamente. Costruito sulla strada romana, il Ponte Velha ( ponte vecchio ) era situato a circa 4 chilometri dalle rovine principali. Il ponte era ad arco unico, costruito in muratura e pietra romana.
Gli scavi archeologici iniziarono nel 1994, seguiti da progetti nel 1995 e 1996, sotto la direzione della Fundação Cidade de Ammaia. Dal 2007, l'Università di Évora supervisiona la ricerca scientifica. Il sito è stato selezionato come "laboratorio aperto" per il progetto Radio-Past, finanziato dall'UE, e serve come campo-test per l'integrazione e l'innovazione di metodi non distruttivi nell'archeologia di siti complessi.

## Architettura

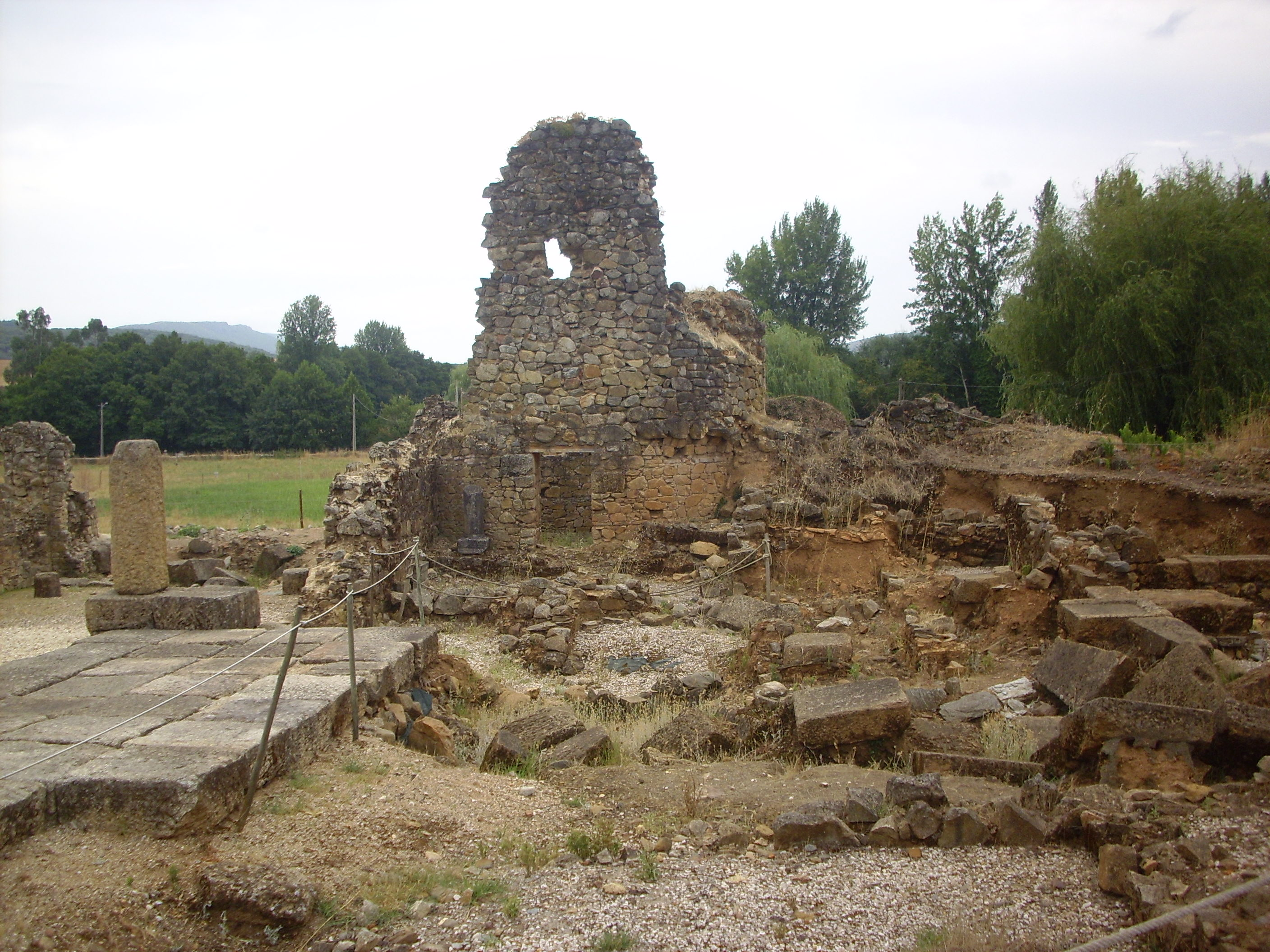
Una delle torri del portale meridionale di Ammaia

Le rovine di Ammaia si trovano lungo il fiume Sever, vicino al villaggio di São Salvador da Aramenha. Questi resti storici si estendono attraverso una valle, tagliata dall'autostrada EN359, sotto l'ombra della cittadella di Marvão. Nascoste da una fitta vegetazione lungo il serpeggiante fiume, le rovine includono il vecchio ponte a valle, la Torre e il ponte di Portagem.
Gli scavi si sono concentrati sulle strutture più evidenti e su quelle sotterranee legate alla civiltà romana. Tra i ritrovamenti, spiccano tratti di mura romane con torri e una porta a sud, edifici residenziali, una strada, una piazza lastricata, resti di una casa a Quinta do Deão, parti di un complesso termale pubblico e un foro centrale con un tempio ben conservato, mura di un portico e criptoportico. La città, con una pianta rettangolare, è organizzata lungo due assi stradali principali perpendicolari, collegando il foro centrale alle porte principali. Una cinta muraria circonda un'area di circa 20 ettari, con edifici extramurali, cimiteri e strade nell'area suburbana.
Quattro aree sono degne di nota:

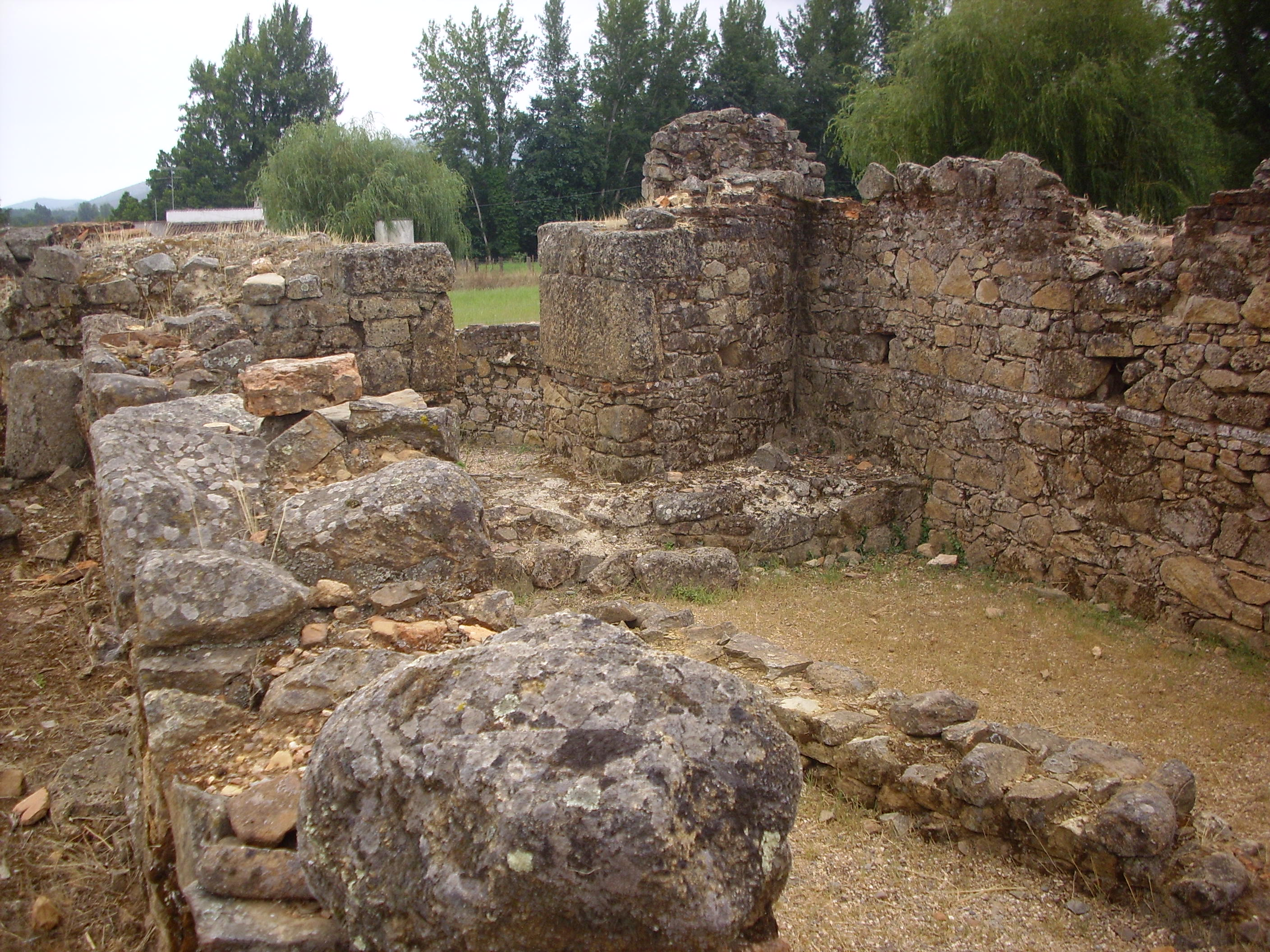
L'edifício da Quinta do Deão costruito sulle rovine romane di Ammaia

- La Porta do Arco, con due torri (6,3 metri di diametro) all'ingresso della città, un focolare e una piazza pubblica (21,3 x 10,75 metri), orientata est-ovest.
- Un Foro e tempio romano con un podio rialzato a sud-est, strutture che potrebbero essere state fondamenta di una scala, e resti simili di un monumento.
- Una Residenza, nota come "edifício da Quinta do Deão", caratterizzata da una cucina con pareti sostenute dalle antiche mura, pavimentazioni e condutture idriche.
- Un piccolo complesso termale vicino al Foro. Durante gli scavi sono stati scoperti manufatti tipici dell'epoca romana, come monete, ceramiche e vetri, alcuni dei quali sono ora conservati al Museo Nazionale di Archeologia di Lisbona.

Quinta do Deão ospita un museo, posizionato direttamente sul sito archeologico, dove sono esposti i reperti più interessanti di Ammaia.

## Reperti archeologici

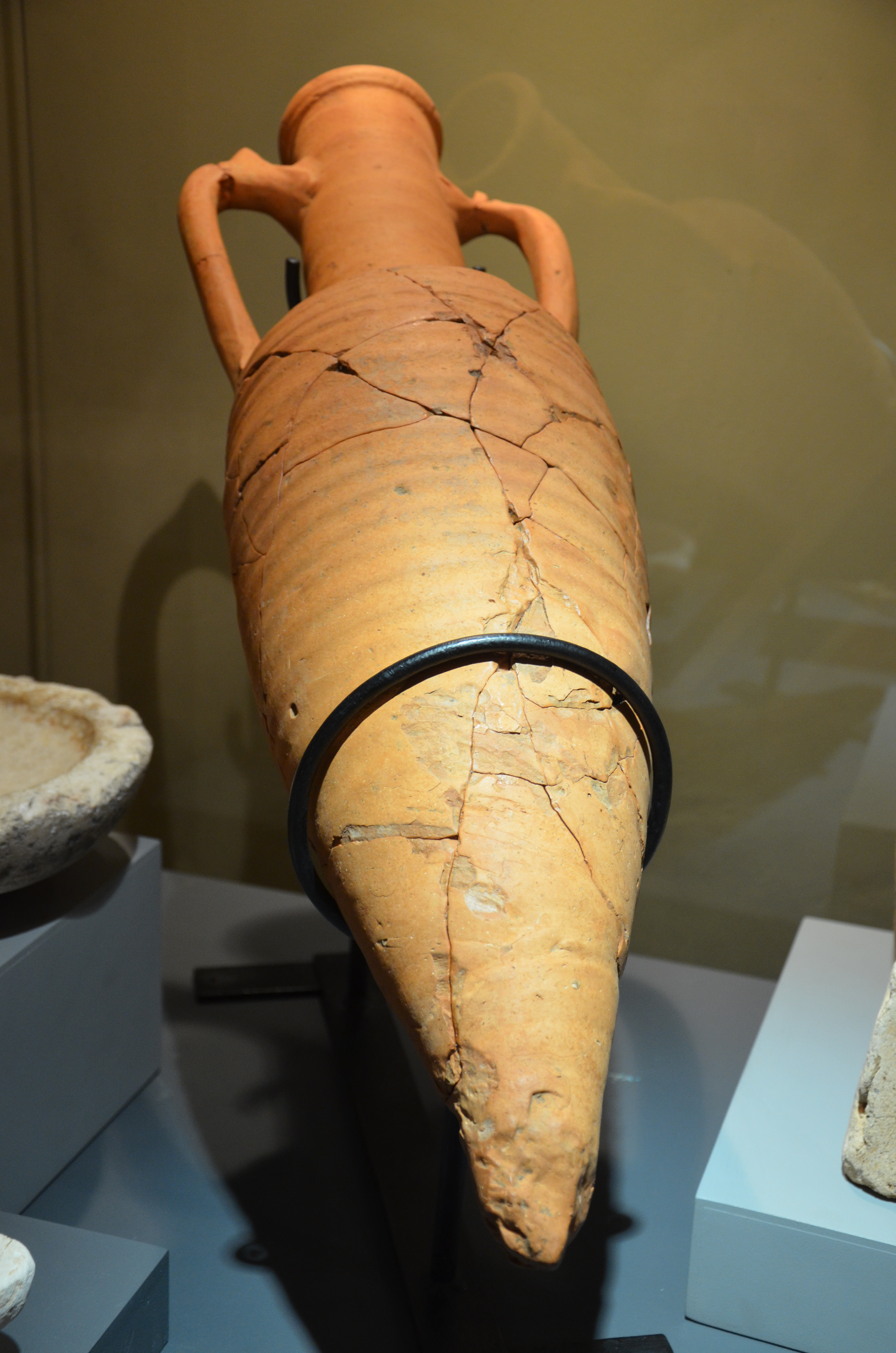
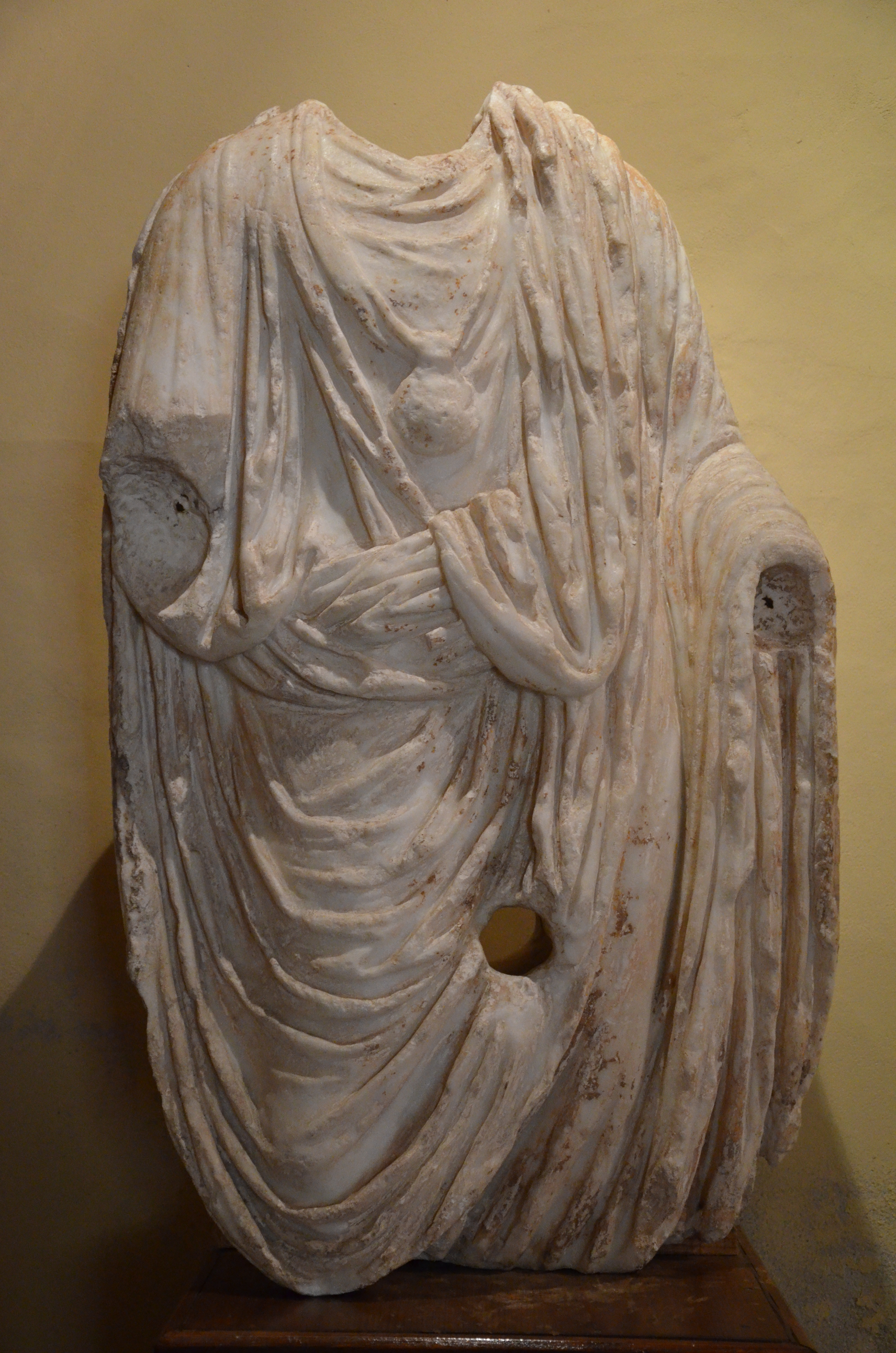
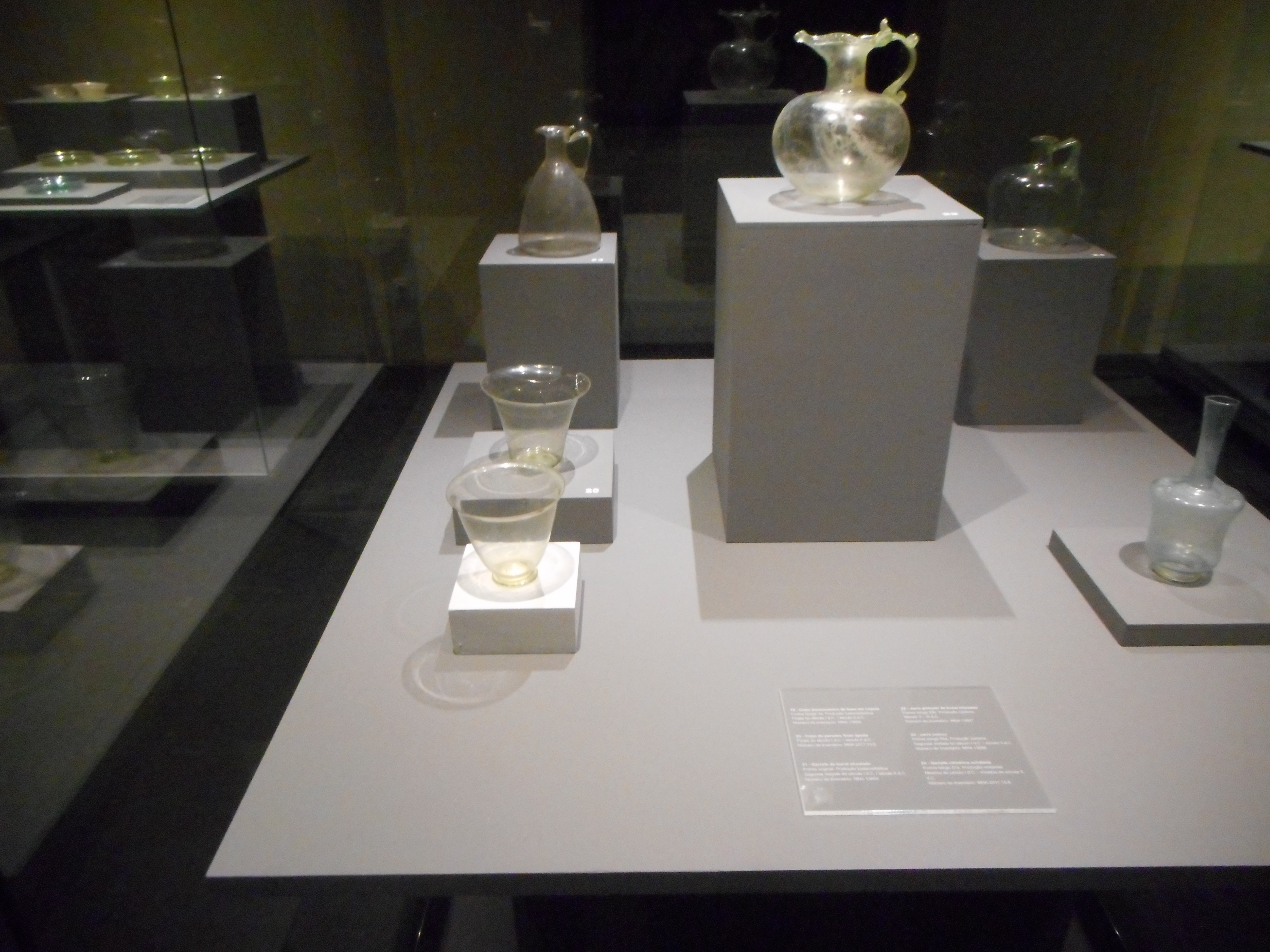
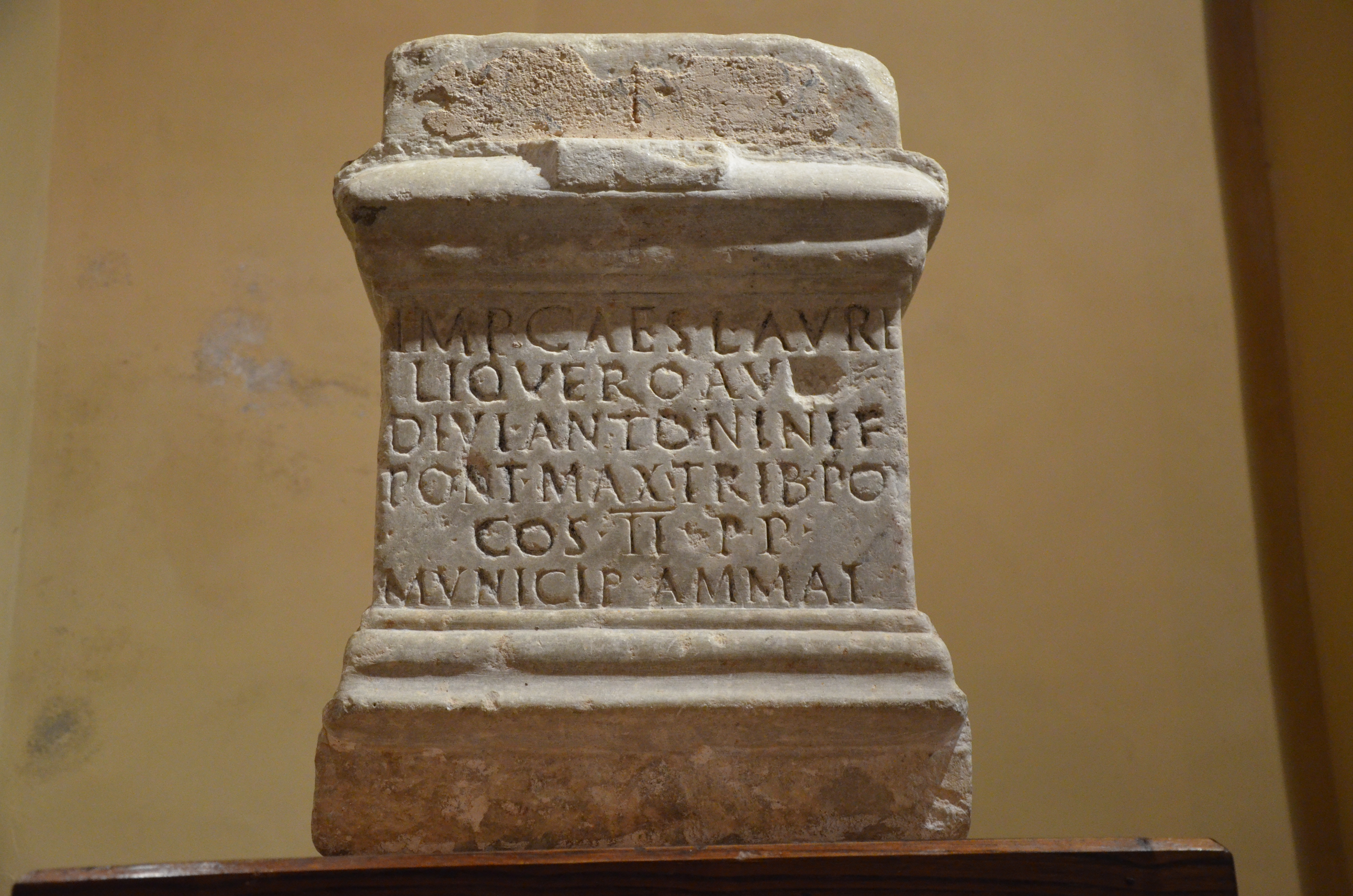